# Tcholliré
Tcholliré är en ort i Kamerun.   Den ligger i regionen Norra regionen, i den nordöstra delen av landet, 600 km nordost om huvudstaden Yaoundé. Tcholliré ligger 382 meter över havet och antalet invånare är 23 187.
Terrängen runt Tcholliré är kuperad åt nordväst, men åt sydost är den platt. Trakten runt Tcholliré är mycket glesbefolkad, med 5 invånare per kvadratkilometer. Det finns inga andra samhällen i närheten. Trakten runt Tcholliré är huvudsakligen savann.